# Gioielli della Corona persiana
I Gioielli della Corona persiana sono una collezione di oggetti preziosi appartenuti ai sovrani di Persia.
Essi comprendono diverse corone e troni decorativi, oltre trenta tiare, dozzine di spade e scudi ingioiellati, un gran numero di diamanti e altre pietre preziose, molti servizi in oro e metalli preziosi e altri oggetti significativi dell'Impero persiano, durato oltre 2 500 anni.

## Storia
La maggior parte degli oggetti ancora oggi presenti nella collezione vennero acquisiti sotto la dinastia dei Safavidi, regnanti dal 1502 al 1736. Nel 1719 gli afghani invasero l'Iran e saccheggiarono la capitale Isfahan, prendendo i gioielli della corona iraniana come bottino di guerra. Nel 1729 lo shah Nadir Afshar riuscì a cacciare gli afghani dall'Iran. Riprese le città di Kandahar e Kabul assieme ad altri principati del nord dell'India, saccheggiando Delhi. Al termine delle sue campagne militari Nadir Afshar fece ritorno in Iran con un grande bottino di gioielli (alcuni precedentemente saccheggiati dai tesori iraniani), tra cui alcuni troni incrostati di diamanti, smeraldi, rubini, zaffiri e altre pietre preziose.
Tra i pezzi più costosi vi erano due tra i diamanti più grandi al mondo, il Koh-i-Noor e il Darya-ye Noor, entrambi originari di Golconda in India. Il diamante Koh-i-Noor a metà Ottocento passò a far parte dei gioielli della Corona britannica, mentre il Darya-ye Noor è presente tuttora in Iran.

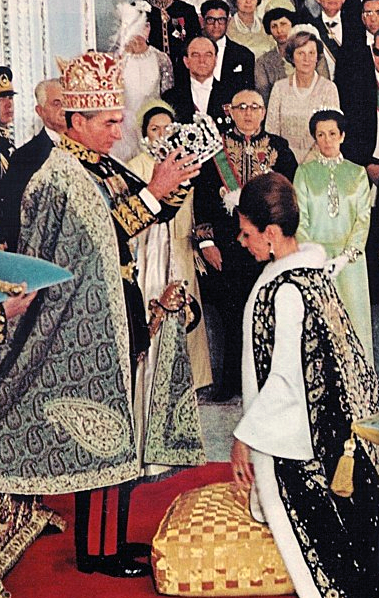
Lo shah Mohammad Reza Pahlavi mentre incorona la moglie, l'imperatrice Farah Diba, nel 1967

## Uso nei tempi moderni
I gioielli della Corona vennero utilizzati per l'ultima volta dalla dinastia Pahlavi, ultima a regnare sull'Iran. La collezione dei gioielli iraniani prese particolare visibilità in Occidente soprattutto grazie a Mohammad Reza Pahlavi e a sua moglie Farah Pahlavi, che erano soliti indossarli durante le loro visite di Stato all'estero.
Nel 1937, durante il regno di Reza Shah Pahlavi, la proprietà dei tesori della Corona venne ceduta allo Stato, che conservò i gioielli nei caveaux della Banca Nazionale dell'Iran, dove erano utilizzati per rafforzare il potenziale finanziario della monetazione nazionale. Proprio per la loro importanza finanziaria, attualmente essi vengono mantenuti dalla Repubblica Islamica Iraniana, sebbene siano simboli della precedente monarchia.

## Esposizioni in pubblico
A causa del loro enorme valore economico, i gioielli della Corona iraniana vennero per secoli tenuti lontano dalla visibilità del pubblico, nascosti nei caveaux della Tesoreria imperiale. Quando il primo shah della dinastia Pahlavi trasferì la proprietà dei gioielli dalla famiglia imperiale allo stato, suo figlio Mohammad Reza Pahlavi dispose che i più spettacolari di questi gioielli fossero esposti pubblicamente nella sede della Banca Centrale dell'Iran.
Allo scoppio della rivoluzione islamica che detronizzò la famiglia Pahlavi nel 1979, si temette che i gioielli della Corona potessero essere rubati o venduti dai rivoluzionari (già alcuni piccoli oggetti erano stati esportati illegalmente e venduti all'estero), anche se gran parte della collezione rimase intatta. Quando la situazione si fu calmata, nel 1990 il presidente Hashemi Rafsanjani riaprì l'esposizione permanente dei gioielli ed essi ancora oggi possono essere ammirati nella sede della Banca Centrale dell'Iran.

## Galleria d'immagini

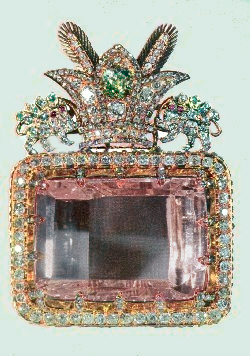
Il diamante Darya-ye Noor.
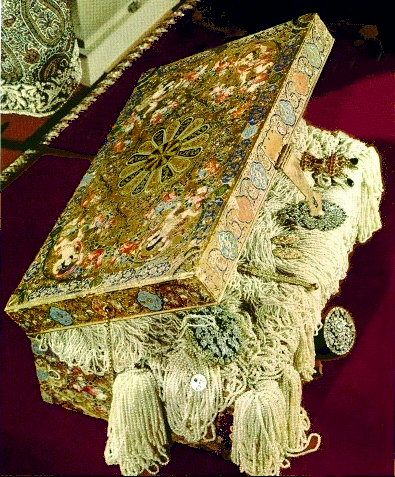
Cassa decorata con perle.
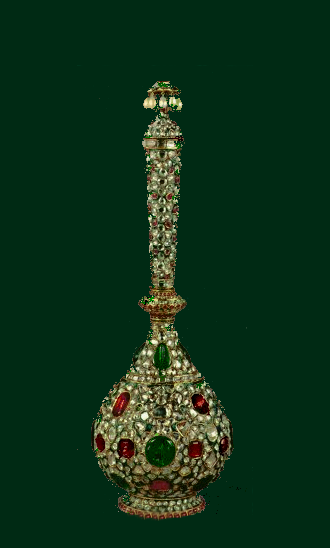
Flacone in oro.
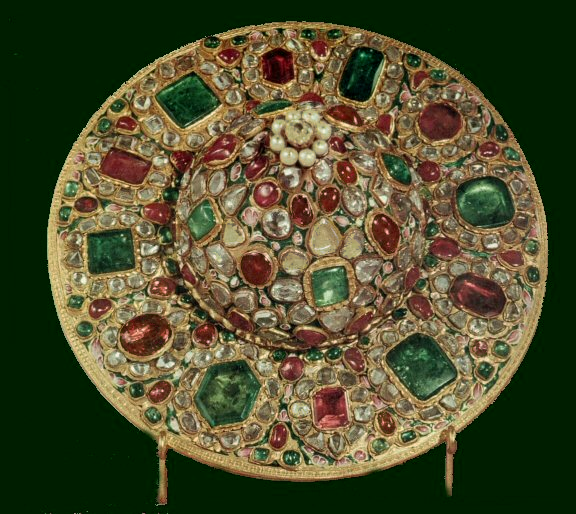
Piatto ingioiellato.
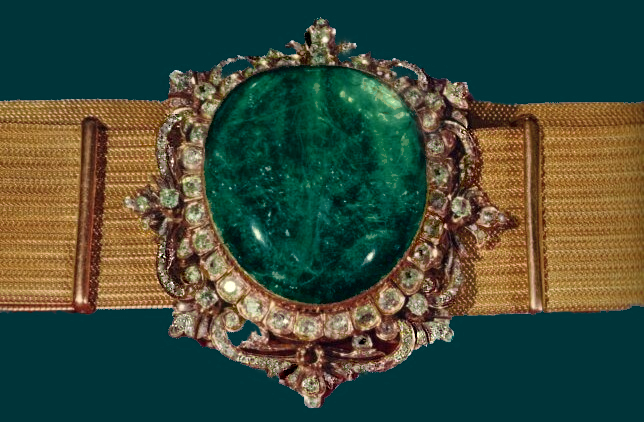
Cintura dell'incoronazione dello shah.
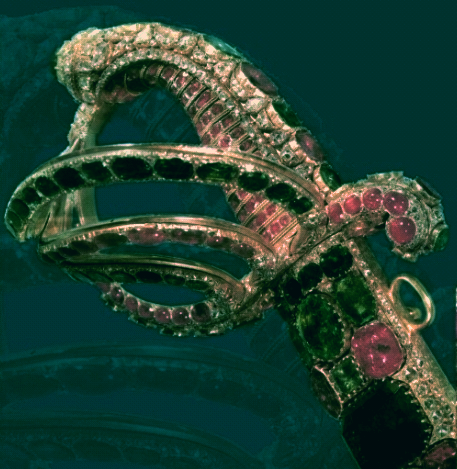
La spada imperiale.